# Kernfusionsreaktor

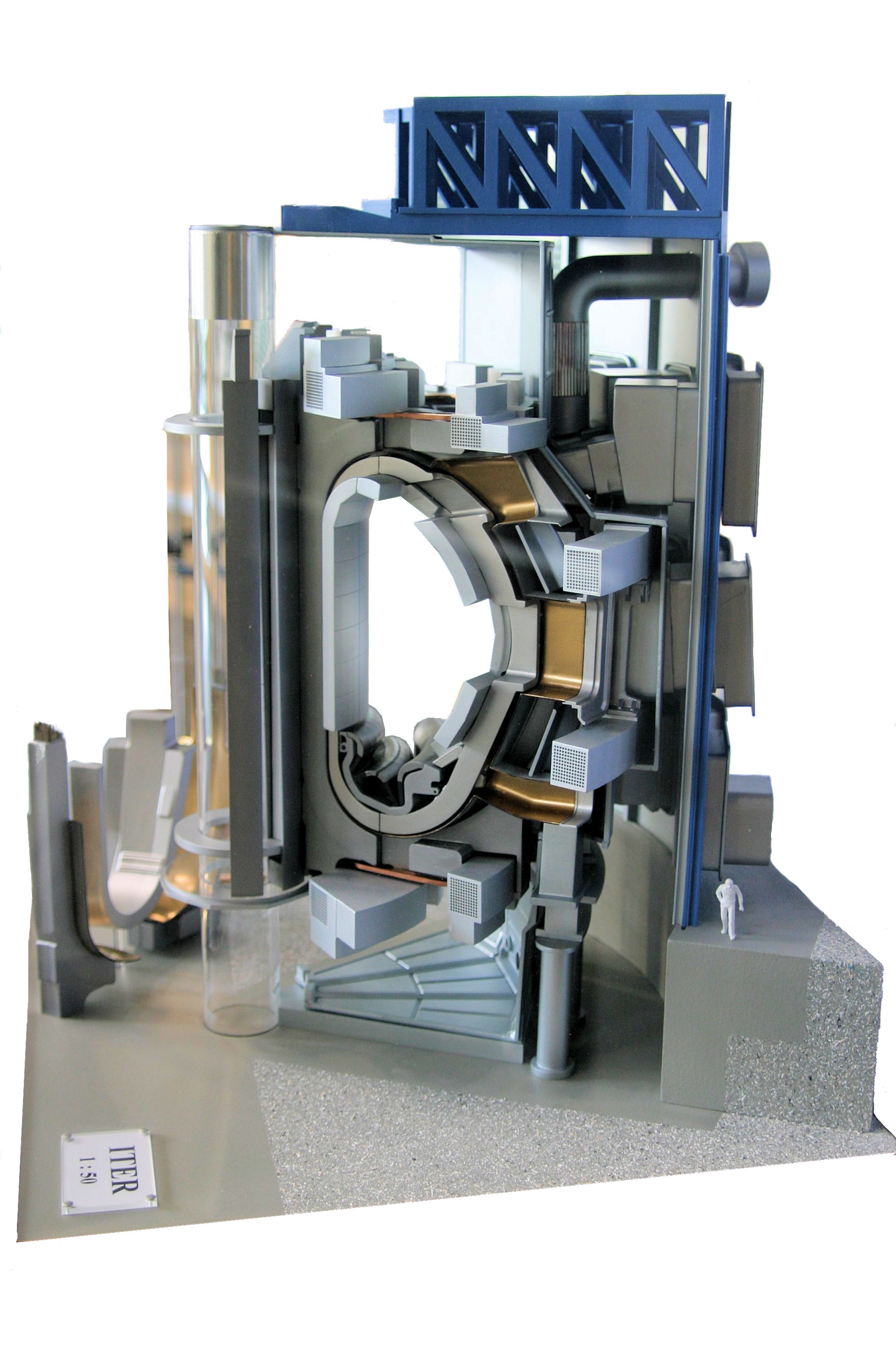
Modell eines der 18 Sektoren des im Bau befindlichen ITER-Tokamaks (rechts unten eine Person zum Größenvergleich)

Ein Kernfusionsreaktor oder Fusionsreaktor ist eine technische Anlage, in der die Kernfusion von Deuterium und Tritium als thermonukleare Reaktion kontrolliert ablaufen soll. Fusionsreaktoren, die zur Stromerzeugung in einem Fusionskraftwerk geeignet wären, existieren noch nicht.
Die Forschung konzentriert sich hauptsächlich auf die Reaktorkonzepte Tokamak und Stellarator. Diese Entwurfsmuster beruhen auf der Technik des magnetischen Einschlusses. Wenige Gramm des Deuterium-Tritium-Gasgemisches werden in ein luftleeres, viele Kubikmeter großes, torusförmiges Behältnis eingebracht und auf 100 bis 150 Millionen Kelvin erhitzt. Bei diesen Temperaturen sind Elektronen und Atomkerne voneinander getrennt und bilden ein elektrisch leitendes Plasma. Um die torusförmige Plasmakammer sind supraleitende Elektromagnete angeordnet, die ein sehr starkes Magnetfeld von bis zu 12 Tesla Stärke erzeugen. Durch dieses Magnetfeld wird das Plasma in der Kammer so eingeschlossen, dass es die Wände nicht berührt. Bei einem Kontakt mit der Wand würde das Plasma sofort auskühlen, und die Reaktion würde zusammenbrechen. Die Teilchendichte entspricht dabei einem technischen Vakuum. Die stark exotherme Kernreaktion erfolgt durch die Verschmelzung der Atomkerne von Schwerem und Überschwerem Wasserstoff (Deuterium und Tritium) zu Helium, wobei energiereiche Neutronen freigesetzt werden. Im Außenmantel, genannt Blanket, wird die Bewegungsenergie der Neutronen in Wärme umgewandelt, die zur Stromerzeugung mittels einer Dampfturbine verwendet werden soll. Eine zweite Funktion des Blankets, welches deshalb hauptsächlich aus Lithium besteht, ist das Erbrüten von Tritium, das für die weitere Fusion benötigt wird.
Die wichtigsten europäischen Forschungsreaktoren sind die Tokamaks JET in Culham in Großbritannien und ASDEX Upgrade in Garching bei München sowie der Stellarator Wendelstein 7-X in Greifswald. Das zurzeit größte Projekt ist der internationale Forschungsreaktor ITER, ein Tokamak, der seit 2007 in Cadarache in Südfrankreich im Bau ist.

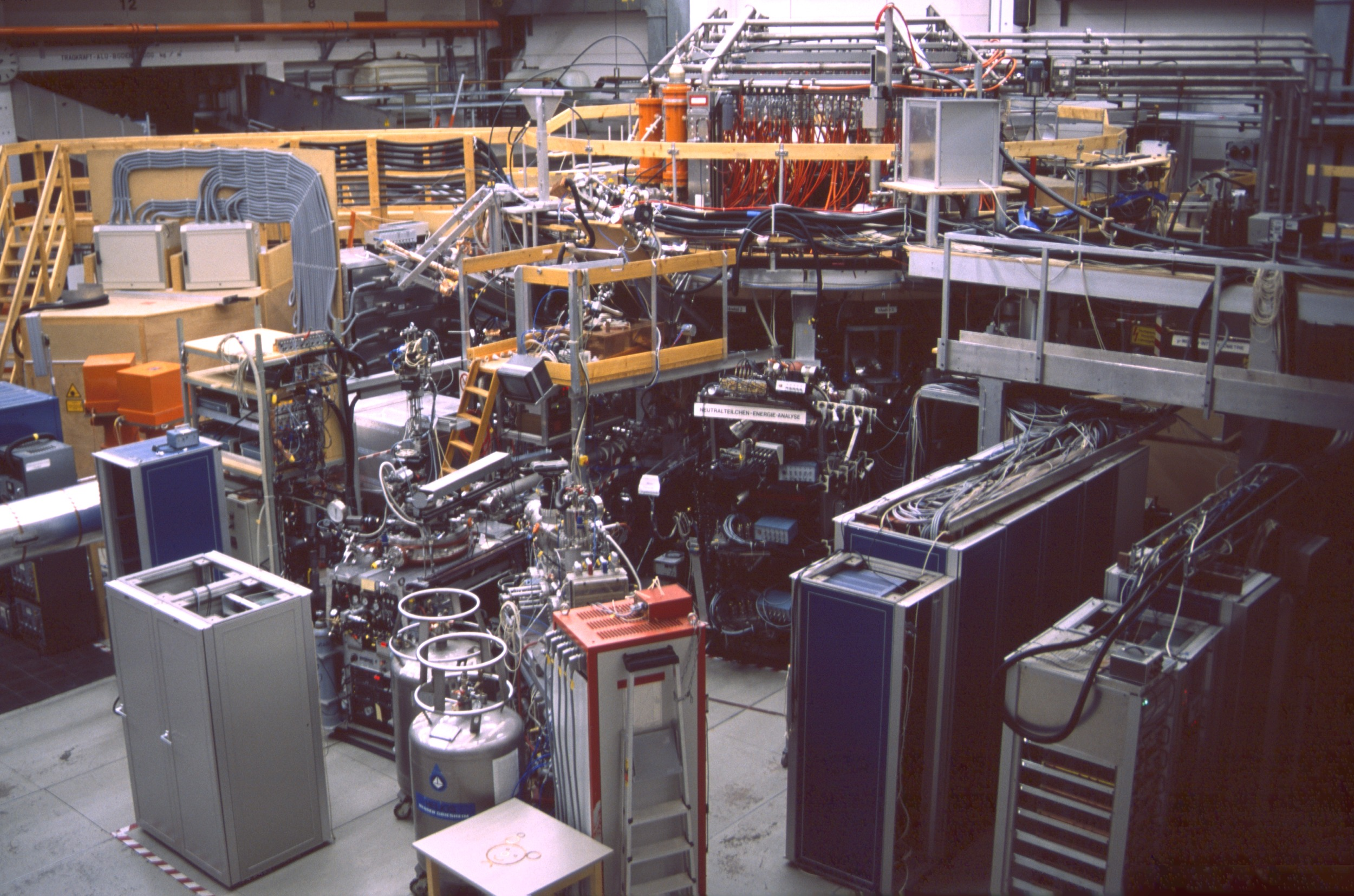
Wendelstein 7-AS, bis 2002 in Garching betriebener Stellarator

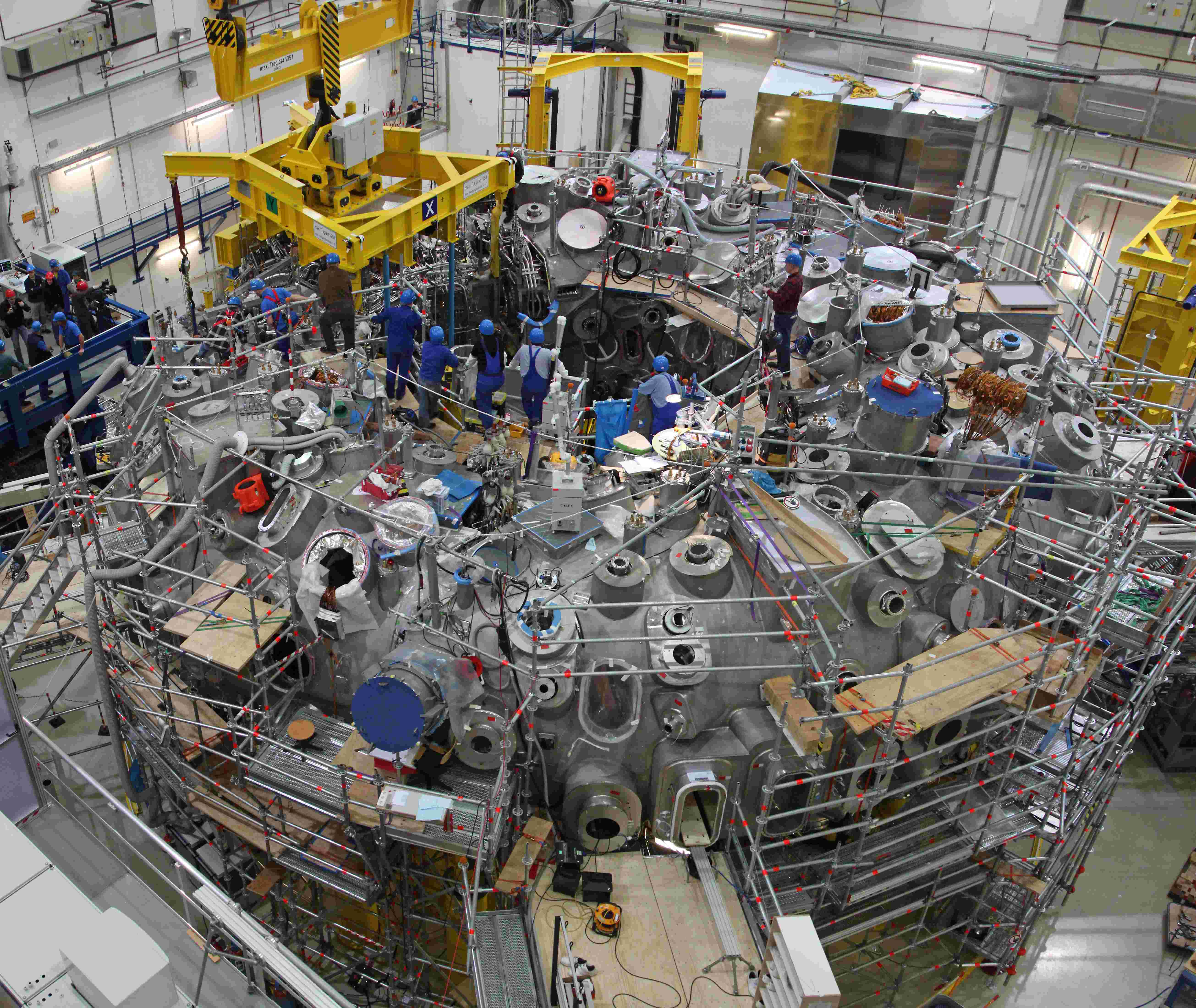
Blick auf das Außengefäß des Wendelstein 7-X in Greifswald (2011)

## Potentielle Energiequelle der Zukunft
Mit der Entwicklung von Kernfusionsreaktoren erhofft man sich die Erschließung einer praktisch unerschöpflichen Energiequelle ohne das Risiko katastrophaler Störfälle und ohne die Notwendigkeit der Endlagerung langlebiger radioaktiver Abfälle. Obwohl dieses Ziel bereits seit den 1960er Jahren verfolgt wird, rückt es wegen hoher technischer Hürden und auch aufgrund unerwarteter physikalischer Phänomene nur langsam näher.

## Geschichte

### Grundlagenforschung
Bereits während der Entwicklung der Atombombe legten Edward Teller, Enrico Fermi und andere Wissenschaftler erste Entwürfe zur Stromerzeugung durch kontrollierte Kernfusion vor. Ein Konzept sah vor, das für die Fusion auf mehrere Millionen Kelvin zu erhitzende Deuterium-Tritium-Plasma mithilfe eines Magnetfelds einzuschließen. Nach dem Zweiten Weltkrieg wurde auf dieser Basis in England das erste zivile Forschungsprogramm zur Nutzung der Kernfusion gestartet. George Paget Thomson und Moses Blackman verfolgten die Idee des ringförmigen Einschlusses des Plasmas weiter. Zur Aufheizung waren hochfrequente elektromagnetische Wellen vorgesehen.

### Erste Stellaratoren und Tokamaks
Dieses Konzept wurde in den folgenden Jahren unabhängig voneinander in zwei Varianten in den USA und der Sowjetunion weiterentwickelt. In den USA erarbeitete Lyman Spitzer den Stellarator, dessen Verhalten ab 1951 im Rahmen von Projekt Matterhorn und Projekt Sherwood unter anderem an der Universität in Princeton erforscht wurde.
Zum Einschluss der Teilchen sollte ein Magnetfeld dienen, bei dem Feldlinien für den magnetischen Einschluss jeweils innerhalb ineinander geschachtelter Torusoberflächen verlaufen. Es zeigte sich bald, dass solche Flussflächen im Stellarator nicht leicht zu erreichen sind. Die theoretischen Grundlagen dafür wurden erst nach und nach entwickelt. Erst gegen Ende des 20. Jahrhunderts konnten die nötigen Berechnungen dank genügend leistungsfähiger Computer durchgeführt werden; dadurch wurde der Bau des Stellarators Wendelstein 7-X möglich, der 2015 sein erstes Plasma erzeugt hat.
In den Jahren 1950 und 1951 wurde in der Sowjetunion durch Andrei Sacharow und Igor Tamm eine andere Variante des magnetischen Einschlusses erprobt, der Tokamak. Nach diesem Konzept wirkt ein im Plasma selbst durch Stromfluss erzeugtes Magnetfeld beim Einschluss mit; der Strom im Plasma trägt darüber hinaus zu dessen Heizung bei. Im sowjetischen Tokamak T3 wurde im Jahr 1968 mit 10 Mio. Kelvin über 10 Millisekunden ein überraschender Temperaturrekord aufgestellt. Nachdem dies auch im Westen bekannt geworden war, wurde das einfachere Tokamak-Design zur Grundlage fast aller nachfolgenden einschlägigen Experimente.

### Weitere historische Entwicklung
Die ersten Versuche zur Energiegewinnung aus Kernfusion hatten noch unabhängig voneinander und unter militärischer Geheimhaltung stattgefunden. Im Jahr 1956 brach Igor Wassiljewitsch Kurtschatow, der frühere Leiter des sowjetischen Atombomben-Programms, mit einem Fachvortrag im englischen Forschungszentrum Harwell die Geheimhaltung. Auf der zweiten internationalen Genfer Atomkonferenz wurden 1958 erstmals eine Offenlegung der Ergebnisse und eine stärkere internationale Zusammenarbeit beschlossen, auch angesichts der großen technologischen Schwierigkeiten.
In Europa wurde 1958 der Euratom-Vertrag unterzeichnet, in dem sich zunächst sechs Länder verpflichteten, im Bereich der Kernenergie und Kernforschung zusammenzuarbeiten. 1973 wurde der Bau des Joint European Torus (JET) in Culham (Großbritannien) beschlossen, des zurzeit größten Tokamaks. 1983 ging der Reaktor in Betrieb. Wenige Jahre zuvor wurde an dem Tokamak ASDEX erstmals eine Divertor-Geometrie getestet, die es erlaubt Verunreinigungen im Plasma aufgrund Wechselwirkungen mit der Wand deutlich zu reduzieren. Unter diesen Bedingungen wurde an ASDEX auch die sogenannte H-Mode (High Confinement Mode) entdeckt, ein selbstorganisierendes Operationsregime, das sich durch deutlich erhöhten Energie-Einschluss auszeichnet und das seither in der Mehrheit moderner Fusionsreaktoren ausgenutzt wird.
Am 9. November 1991 konnte am JET erstmals eine nennenswerte Energiemenge aus kontrollierter Kernfusion freigesetzt werden. Ein Deuterium-Tritium-Plasma lieferte zwei Sekunden lang eine Leistung von 1,8 Megawatt. Nachdem auch JET mit einem Divertor ausgestattet worden war, wurde 1997 eine Fusionsleistung von 16 Megawatt erreicht, wobei allerdings 24 Megawatt für die Plasmaheizung erforderlich waren.
Bereits seit dem sowjetischen Temperaturrekord von 1968 war an der amerikanischen Princeton University neben dem Stellaratorkonzept auch intensiv an Tokamak-Projekten gearbeitet worden. Am Tokamak Fusion Test Reactor (TFTR) im Princeton Plasma Physics Laboratory (PPPL) konnten ähnliche Erfolge wie am konkurrierenden europäischen JET erzielt werden; 1994 wurden 10,7 Megawatt Fusionsleistung erreicht, 1995 eine Plasmatemperatur von 510 Mio. Kelvin. Der TFTR war von 1983 bis 1997 in Betrieb. Von 1999 bis 2016 wurde am Nachfolger National Spherical Torus Experiment (NSTX) geforscht.

### Aktuelle Projekte
Bis zu einem ersten praxistauglichen, im Dauerbetrieb arbeitenden und wirtschaftlich rentablen Fusionsreaktor sind auf den verschiedensten Gebieten noch eine Vielzahl technischer Schwierigkeiten zu überwinden. Die Entwicklung zur zivilen Nutzung der Fusionsenergie wird auch wegen der hohen Kosten in internationalen Projekten vorangetrieben. Dabei wird weltweit fast ausschließlich die magnetische Einschlussmethode verfolgt.
Im Juli 2020 begann die Montage des Tokamaks ITER.
Im Dezember 2020 wurde der chinesische experimentelle Kernfusionsreaktor HL-2M erstmals eingeschaltet.
Ebenfalls im Dezember 2020 meldete das südkoreanische Institut für Fusionsenergie, dass ein Plasma in der Versuchsanlage KSTAR (Korea Superconducting Tokamak Advanced Research) 20 Sekunden lang auf über 100 Millionen Kelvin gehalten werden konnte, mehr als doppelt so lange wie bei einem Versuch im Vorjahr.
Die Firma Commonwealth Fusion Systems begann 2021 in Kooperation mit dem MIT einen kompakten Tokamak namens SPARC zu bauen. Bei einem Radius von 1,85 m soll eine Leistung von 140 MW erreicht werden. Dazu wird mit Hilfe von Hochtemperatursupraleitern ein Magnetfeld von etwa 12 Tesla aufgebaut, um damit eine selbst erhaltende Kernfusion mit Q ~ 11 zu erreichen.

## Physikalische Grundlagen

### Deuterium-Tritium-Reaktion

Ein Deuterium- und ein Tritium-Atomkern verschmelzen zu einem Heliumkern unter Freisetzung eines schnellen Neutrons

Bei einer Kernfusion verschmelzen Atomkerne zu einem neuen Kern. Viele Kernreaktionen dieser Art setzen Energie frei. So stammt auch die von der Sonne abgestrahlte Energie aus Kernfusionsprozessen. In ihrem Zentrum verschmilzt Wasserstoff in der Proton-Proton-Kette sowie im CNO-Zyklus unter einem Druck von 200 Milliarden bar bei etwa 15 Millionen Kelvin zu Helium. Diese Prozesse sind jedoch wegen des extremen Drucks für eine Nutzung auf der Erde ungeeignet.
Damit es zwischen zwei Atomkernen zur Fusionsreaktion kommt, müssen sie einander sehr nahekommen, auf etwa 2,5 Femtometer (siehe Starke Kernkraft). Dem steht die elektrische Abstoßung entgegen, die mit großem Energieaufwand (hoher Temperatur) überwunden werden muss. Die zu einer technischen Energiegewinnung geeigneten Fusionsreaktionen sind aus Untersuchungen mittels Teilchenbeschleunigern gut bekannt. Bei Beschleunigerexperimenten wird jedoch für den Betrieb der Apparatur viel mehr Energie aufgewendet, als die Reaktion dann freisetzt; ein Netto-Energiegewinn, also der Betrieb eines Kraftwerks, ist auf diese Weise nicht möglich.
Damit eine Kernfusion entsprechend der Einsteinschen Formel E = mc2 Materie in Energie umwandeln kann, muss die Masse der beiden fusionierenden Kerne zusammen größer sein als die Masse der entstehenden Kerne und Teilchen. Diese Massendifferenz wird in Energie umgewandelt. Besonders groß ist die Massendifferenz, wenn sich Helium-4 aus Isotopen des Wasserstoffs bildet. Bei diesen ist zudem die vor der Fusion zu überwindende elektrische Abstoßung am kleinsten, weil sie nur je eine einzige Elementarladung tragen. Als Fusionsbrennstoff ist deshalb ein Gemisch aus gleichen Anteilen Deuterium (D) und Tritium (T) vorgesehen:
{\displaystyle \mathrm {D+T\ \rightarrow \ \!^{4}He+n+17{,}6\;MeV} \ \ }
Diese Reaktion zeichnet sich weiterhin durch einen – die Reaktionswahrscheinlichkeit charakterisierenden – Wirkungsquerschnitt aus, der schon bei technisch gerade noch erreichbaren Plasmatemperaturen ausreichend groß ist. Alle realistischen Konzepte für Fusionskraftwerke beruhen deshalb bis heute (2016) auf dieser Reaktion.

### Fusion mit magnetischem Plasmaeinschluss
Die bisher aussichtsreichsten Konzepte für Fusionsreaktoren sehen vor, ein Deuterium-Tritium-Plasma in einem ringförmigen Magnetfeld einzuschließen und auf hinreichende Temperatur zu erhitzen. Um auf diese Weise einen Netto-Energiegewinn zu erreichen, muss das Plasmavolumen ausreichend groß sein (siehe A/V-Verhältnis).
Um den Prozess in Gang zu bringen, werden in das viele Kubikmeter große, gut evakuierte Reaktionsgefäß einige Gramm eines Deuterium-Tritium-Gasgemischs (1:1) eingelassen; die Teilchendichte entspricht dann einem Fein- bis Hochvakuum. Das Gas wird durch Aufheizen in den Plasmazustand gebracht und weiter erhitzt. Das Plasma übt nach Erreichen der Zieltemperatur – im innersten Bereich des Plasmas rund 150 Millionen Kelvin – einen Druck von einigen Bar aus. Gegen diesen Druck muss das Magnetfeld die Teilchen zusammenhalten. Eine Berührung mit der Gefäßwand muss verhindert werden, da das Plasma sonst sofort auskühlen würde.
Bei einer Temperatur von ca. 150 Mio. Kelvin und einer Teilchendichte von ca. 1020 m−3 erfolgen Fusionsreaktionen. Die dadurch frei werdende Energie verteilt sich als Bewegungsenergie im Verhältnis 1:4 auf die gebildeten Alphateilchen (He-4-Kerne) und freien Neutronen (siehe Kinematik (Teilchenprozesse)). Die Energie der Alphateilchen verteilt sich weiter durch Stöße im Plasma und trägt zu seiner weiteren Heizung bei. Bei genügender Kernreaktionsrate (Anzahl der Reaktionen pro Zeitintervall) kann diese Energie ausreichen, um die Plasmatemperatur ohne weitere äußere Heizung aufrechtzuerhalten: Das Plasma hat dann „gezündet“ und „brennt“ von selbst. Dies tritt ein, wenn bei gegebener Temperatur das Tripelprodukt aus Teilchendichte, Temperatur und einer durch die unvermeidlichen Wärmeverluste bestimmten Zeitkonstanten, der Energieeinschlusszeit, gemäß dem Lawson-Kriterium einen bestimmten Mindestwert übersteigt.
Für einen Energie liefernden Reaktor muss dieser Punkt allerdings nicht erreicht werden. Auch bei etwas niedrigeren Temperaturen und ständiger Zusatzheizung laufen genügend Fusionsreaktionen ab (siehe Fusion mit Netto-Energiegewinn ohne Erreichen des Lawson-Kriteriums). Die Zusatzheizung bietet sogar eine willkommene Möglichkeit (zusätzlich zur Brennstoffnachfüllung), die Reaktionsrate, also die Reaktorleistung, zu steuern. Der erreichte Plasmazustand muss dauerhaft aufrechterhalten werden, indem neuer Brennstoff entsprechend dem Verbrauch nachgefüllt und das entstandene Helium – das Resultat der Fusion, die „Asche“ – abgeführt wird. Die freigesetzten Neutronen verlassen das Plasma; ihre Bewegungsenergie, vier Fünftel der Fusionsenergie, steht für die Nutzung zur Verfügung.

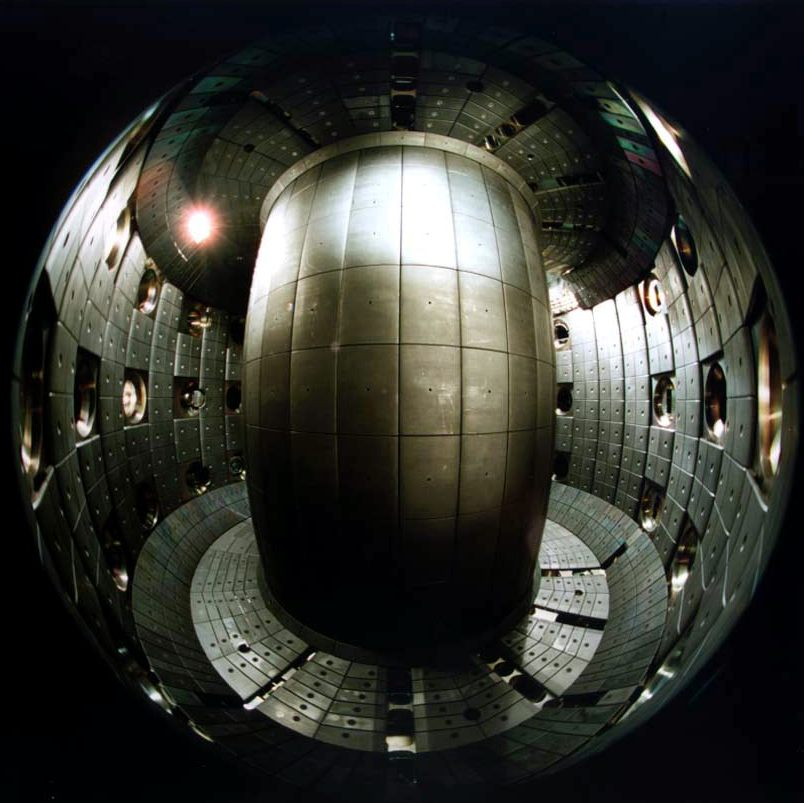
Innenraum des mit Graphitplatten ausgekleideten Tokamak à configuration variable (TCV) in Lausanne, Schweiz

Ein Energiegewinn wurde bisher nur ganz kurzfristig bei Versuchen an JET und TFTR (Princeton, USA) erreicht, aber in den vielen sonstigen Experimenten noch nicht, denn die Plasmagefäße der existierenden Versuchsanlagen sind dafür zu klein, wodurch das Plasma zu stark auskühlt (siehe A/V-Verhältnis). In dem deshalb größeren Tokamak ITER soll mit ständiger Zusatzheizung eine dauerhaft „brennende“ Fusion realisiert werden. Auch spätere Anlagen wie DEMO wird man voraussichtlich eher so auslegen, dass eine schwache Zusatzheizung von beispielsweise wenigen Prozent der Fusionsleistung nötig bleibt, um eine zusätzliche Möglichkeit zur Steuerung zu behalten.
Durch Erhöhung von Temperatur oder Dichte steigt die durch Fusionsreaktionen produzierte Leistung an. Ein Aufschaukeln auf zu hohe Temperaturen ist jedoch nicht möglich, da auch der Energieverlust des Plasmas durch Transportprozesse mit der Temperatur ansteigt. Die erwünschte Reaktionsrate bleibt damit bei gleichbleibender Temperatur und Dichte konstant.

## Technik

### Plasmaaufheizung

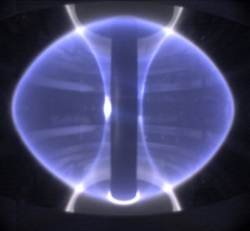
Plasma der Versuchsanlage Mega-Ampere Spherical Tokamak (MAST) in Culham, Großbritannien

Für das Aufheizen des Plasmas auf über 100 Mio. Kelvin wurden verschiedene Methoden entwickelt. Alle Teilchen im Plasma bewegen sich der jeweiligen Temperatur entsprechend mit sehr hoher Geschwindigkeit (Deuteriumkerne bei 100 Mio. Kelvin haben eine mittlere Geschwindigkeit von etwa 1000 km/s). Die Heizleistung erhöht die Temperatur und kompensiert die Verluste durch hauptsächlich turbulenten und neoklassischen (durch Stöße der Teilchen untereinander hervorgerufen) Transport sowie durch Bremsstrahlung.
Mit manchen der nachstehenden Aufheizmethoden kann auch die Temperatur- und somit auch die Stromverteilung im Plasma beeinflusst werden, was für dessen Formstabilität wichtig ist:
- Elektrisches Aufheizen: Das Plasma ist ein elektrischer Leiter und kann mittels eines induzierten elektrischen Stroms aufgeheizt werden. Dabei ist das Plasma die Sekundärspule eines Transformators. Allerdings steigt die Leitfähigkeit des Plasmas mit steigender Temperatur, so dass der elektrische Widerstand ab etwa 20–30 Millionen Kelvin bzw. 2 keV nicht mehr ausreicht, das Plasma stärker zu erhitzen. Beim Tokamak wird zum elektrischen Heizen der Strom durch den zentralen Solenoid kontinuierlich erhöht.
- Neutralteilchen-Einschuss: Beim Einschießen schneller neutraler Atome in das Plasma (neutral beam injection, kurz NBI) wird die kinetische Energie dieser Atome – die im Plasma sofort ionisiert werden – durch Stöße auf das Plasma übertragen, wodurch sich dieses aufheizt.
- Elektromagnetische Wellen: Mikrowellen können die Ionen und Elektronen im Plasma auf ihren Resonanzfrequenzen (Umlauffrequenz in der Schraubenlinie, die das Teilchen im Magnetfeld beschreibt) anregen und somit Energie in das Plasma übertragen. Diese Methoden des Aufheizens werden Ion Cyclotron Resonance Heating (ICRH), Electron Cyclotron Resonance Heating (ECRH) und Lower Hybrid Resonance Heating (LHRH) genannt.
- Magnetische Kompression: Das Plasma kann wie ein Gas durch schnelles (adiabatisches) Zusammenpressen erwärmt werden. Ein zusätzlicher Vorteil dieser Methode ist, dass zugleich die Plasmadichte erhöht wird. Nur von Magnetspulen mit veränderbarer Stromstärke erzeugte Magnetfelder sind geeignet, das Plasma zusammen zu pressen.

### Magnetfeld

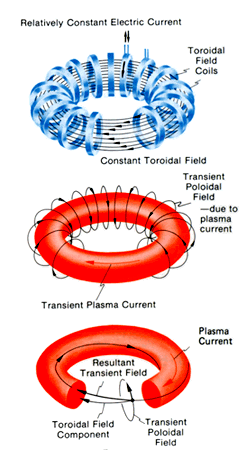
Felder und Kräfte in einem Tokamak

Das Magnetfeld muss das Plasma gegen seinen Druck zusammenhalten, damit es nicht die Gefäßwand berührt. Beide Konzepte für den magnetischen Einschluss, Tokamak und Stellarator, nutzen dazu ein torusförmiges, verdrilltes Magnetfeld. Tokamaks erzeugen die Verdrillung des Feldes durch Induzieren eines elektrischen Stroms im Plasma, Stellaratoren bewerkstelligen dies durch eine besondere, komplizierte Formung ihrer Magnetspulen (genauere Erklärung des magnetischen Einschlusses und der Notwendigkeit der Verdrillung der Feldlinien in Fusion mittels magnetischen Einschlusses).
Besondere, lokalisierte Verformungen des Feldes entfernen die unerwünschten Ionen, also das Fusionsprodukt Helium und etwaige Verunreinigungen, aus dem Plasma (siehe Divertor).
Das Magnetfeld wird mit großen Spulen erzeugt. Deren Form und Anordnung bestimmen die Form des Plasmas; die Stromstärke in den Spulen bestimmt die Stärke des Magnetfeldes und damit die mögliche Größe des Plasmas, der Teilchendichte und des Drucks. In einem Reaktor (oder in Experimenten, in denen das Plasma länger eingeschlossen ist) müssen die Spulen supraleitend sein: Der in normalleitenden Spulen fließende Strom produziert Wärme aufgrund des zu überwindenden elektrischen Widerstandes. Solche Spulen könnten bei längerer Betriebsdauer nicht mehr effektiv gekühlt werden, wodurch die Temperatur anstiege und die Spule zerstört würde. Supraleitende Spulen dagegen haben keinen Widerstand, weshalb in ihnen der Strom auch keine Wärme produziert, die abgeführt werden muss.
Der Tokamak ist das am weitesten fortgeschrittene und international mit ITER verfolgte Konzept. Er hat jedoch, zumindest in seiner ursprünglichen Betriebsweise mit einem rein induktiv erzeugten Plasmastrom, den Nachteil, dass der Betrieb nicht kontinuierlich, sondern nur gepulst möglich ist, das heißt mit regelmäßigen kurzen Unterbrechungen. Deshalb werden
- einerseits andere, zusätzliche Möglichkeiten zum „Treiben“ des Stroms in Tokamaks entwickelt,[2]
- andererseits auch weiterhin Stellaratoren als Alternative verfolgt.

Experimente am ASDEX Upgrade und anderen Forschungsreaktoren deuten darauf hin, dass künftig Tokamak-Reaktoren im Dauerbetrieb arbeiten könnten.

## Brennstoff

### Vorkommen und Beschaffung des Brennstoffs
Deuterium im Wasser der Erde ist in aus technischer Sicht unerschöpflichen Mengen (2,5 · 1013 t) im Meerwasser vorhanden. Wegen seiner mit etwa 12 Jahren vergleichsweise kurzen Halbwertzeit ist in Meerwasser dagegen kein Tritium enthalten. Das zum Start eines Fusionsreaktors nötige Tritium kann in Kernspaltungsreaktoren gewonnen werden. Insbesondere fällt in Schwerwasserreaktoren (beispielsweise CANDU) Tritium in einer Menge von rund 1 kg pro 5 GWa erzeugter elektrischer Energie als Nebenprodukt an. Auch das während der vorgesehenen Laufzeit von ITER benötigte Tritium (einige Kilogramm) wird voraussichtlich daher stammen.
Ein Fusionskraftwerk mit 1 GW elektrischer Leistung verbraucht jährlich etwa 225 kg Tritium. Das ist bei weitem mehr als die im Moment in Betrieb befindlichen Schwerwasserreaktoren liefern können.
Es ist daher geplant, das  für den dauerhaften Betrieb nötige Tritium durch eine Brutreaktion aus Lithium-6 im Fusionsreaktor selbst zu erzeugen:
{\displaystyle ^{6}\mathrm {Li} +\mathrm {n} \ \rightarrow \ ^{4}\mathrm {He} +{}^{3}\mathrm {H} +4{,}8\;\mathrm {MeV} }
Das irdische Vorkommen von Lithium wird auf mehr als 29 Mio t geschätzt. Zum Tritiumbrüten dient nur das mit einem natürlichen Anteil von 7,5 % vorkommende Isotop 6Li. Aus diesem anteiligen Vorrat von rund 2 Mio t an Lithium-6 sind nach der obigen Formel theoretisch rund 1 Mio t Tritium gewinnbar. In der Praxis soll angereichertes Lithium mit einem Gehalt an Lithium-6 von 30 – 60 % verwendet werden.
Einer Verknappung durch den Lithiumbedarf anderer Industriezweige steht entgegen, dass bei diesen die Isotopenzusammensetzung keine Rolle spielt und für sie somit über 90 % des Lithiums verfügbar bleiben. Selbst bei einem Szenario mit stark steigender Lithium-Nachfrage durch massiven Ausbau der Elektromobilität kommt es bis 2050 lediglich zur Erschöpfung derjenigen Lithium-Ressourcen, die zu heutigen Lithium-Preisen und Technologien abbaubar sind.
Tritium ist radioaktiv mit einer Halbwertszeit von 12,32 Jahren. Es emittiert allerdings nur Betastrahlung mit geringer Maximalenergie und ohne begleitende Gammastrahlung. Im Radioaktivitätsinventar eines Fusionsreaktors, der für einige Zeit in Betrieb gewesen ist, wird Tritium nur einen relativ kleinen Beitrag darstellen.

### Tritiumbrüten und Neutronenvermehrung
Eine wirtschaftliche Gewinnung der nötigen Tritiummengen wäre durch die oben beschriebene Erzeugung aus Lithium-6 im Fusionsreaktor selbst mittels der ohnehin emittierten freien Neutronen möglich. Dafür wird das Plasma von einem Brutmantel, dem Blanket, umgeben.
Die Kernfusion liefert pro verbrauchtem Tritiumatom genau ein Neutron; daraus könnte im Prinzip je ein neues Tritiumatom erzeugt werden. Das ist aber nicht verlustfrei möglich, denn das Blanket kann rein geometrisch nicht 100 % der Neutronen erfassen, und von den das Blanket treffenden Neutronen wird ein Teil unvermeidlich in anderen Atomkernen als Lithium absorbiert oder entweicht aus der Anlage. Auch bei der Überführung des erbrüteten Tritiums in das Fusionsplasma sind Verluste unvermeidlich, ebenso durch seinen radioaktiven Zerfall. Um trotzdem ebenso viel neues Tritium ins Plasma bringen zu können, wie verbraucht wurde, müssen die Neutronen im Blanket um rund 30 bis 50 % vermehrt werden. Dazu sehen die Blanketentwürfe die Nutzung der (n,2n)-Kernreaktion entweder an Beryllium oder an Blei vor. Kommerzielle Fusionsreaktoren müssen also so ausgelegt werden, dass eine leichte Tritium-Überproduktion möglich ist. Über den Anreicherungsgrad des Isotops 6Li im Blanket kann dann das Tritium-Brutverhältnis eingestellt und nachgeregelt werden.
Die technologische Entwicklung dieser Tritiumgewinnung ist eine entscheidende Aufgabe für die künftige Fusionsforschung, insbesondere am ITER. Ob das Erbrüten von Tritium in der Praxis mit ausreichender Effizienz möglich ist, wird sich erst zeigen, wenn ein erster Deuterium-Tritium-Fusionsreaktor im Dauerbetrieb damit arbeitet. Aber nur wenn die Anlagen ihren Tritium-Eigenbedarf selbst decken können und die für den Start eines Fusionsprozesses benötigten Mengen anderweitig gewonnen werden können, ist der Aufbau einer Stromversorgung mittels Fusionsreaktoren möglich. Diese Frage wird in wissenschaftlichen Veröffentlichungen diskutiert. Während einige Wissenschaftler wie Michael Dittmar vom CERN die Selbstversorgung von Fusionsreaktoren mit Tritium angesichts bisheriger experimenteller und rechnerischer Ergebnisse als unrealistisch kritisieren, sehen die meisten Fusionsforscher in diesem Punkt jedoch keine prinzipiellen Probleme.

### Brennstoffnachfüllung
Während der Brenndauer des Plasmas ist ein Nachfüllen von Brennstoff entsprechend dem jeweiligen Verbrauch nötig. Dafür hat sich das Hineinschießen von Pellets aus einem gefrorenen Deuterium-Tritium-Gemisch in das Gefäß als geeignete Technik erwiesen. Solche Pellets mit einer Masse von beispielsweise 1 mg werden hierfür durch eine Zentrifuge oder pneumatisch mit einer Art Gasgewehr auf eine Geschwindigkeit von etwa 1000 m/s gebracht. Diese Nachfüllmethode gestattet es auch, durch die Wahl der Einschussstelle und der Pelletgeschwindigkeit die räumliche Dichteverteilung des Plasmas gezielt zu beeinflussen. Mit mehr oder weniger Nachfüllung kann auch die Fusionsrate gesteuert werden; ein Stopp der Nachfüllung beendet die Fusionsreaktionen.

### Entfernen von Helium und Verunreinigungen
Das Reaktionsprodukt 4He sowie unvermeidlich aus dem Wandmaterial herausgeschlagene Kerne wirken als Verunreinigungen; sie müssen ständig aus dem Plasma entfernt werden. Da sie höhere Ladungszahlen haben als die Wasserstoffisotope, gelingt dies mit magnetischer Ablenkung. Dazu dienen speziell entwickelte Divertoren; sie bestehen aus am Rande des Torus montierten Prallplatten, auf die mit einem Hilfs-Magnetfeld die im Plasma unerwünschten Ionen gelenkt werden. Dort kühlen sie ab und fangen dadurch wieder Elektronen ein, d. h., sie werden zu neutralen Atomen. Diese werden vom Magnetfeld nicht beeinflusst und können von der das Hochvakuum aufrechterhaltenden Absauganlage ausgeschleust werden.

## Nutzung der freigesetzten Energie
Von der Energieausbeute der Kernreaktion, pro Einzelreaktion 17,6 MeV, treten vier Fünftel, also 14,1 MeV, als Bewegungsenergie des freigesetzten Neutrons auf. Diese Neutronen werden vom Magnetfeld kaum beeinflusst und gelangen in das Blanket, wo sie zunächst durch Stöße ihre Energie als nutzbare Wärme abgeben und danach zum Erbrüten je eines Tritiumatoms dienen sollen. Die thermische Energie kann dann wie in jedem konventionellen Kraftwerk über Wärmetauscher Wasserdampf erzeugen, der wiederum Dampfturbinen mit angekoppelten Stromgeneratoren antreibt.

## Reaktorwerkstoffe

### Anforderungen
Die Nutzenergie des Deuterium-Tritium-Reaktors tritt in Form von Neutronen hoher Energie (14,1 MeV) auf. Die Neutronen treffen mit hoher Flussdichte, rund 1014 s−1·cm−2, auf die dem Plasma zugekehrte Seite des Blankets – zusätzlich zur Belastung durch Wärmestrahlung. Dies führt unvermeidlich zu erheblichem Strahlenschaden im Material (zum Vergleich: Selbst mitten im Kern eines typischen Druckwasserreaktors ist die Neutronenflussdichte rund zehnmal kleiner, und es handelt sich dort ganz überwiegend um thermische Neutronen). Der Strahlenschaden hängt stark von der Energie des Neutrons ab. Deshalb wird die Wandbelastung oft als Produkt aus Neutronenflussdichte und Neutronenenergie, also als Leistungsflächendichte in MW/m² (Megawatt pro Quadratmeter) angegeben. Bei der Energie 14,1 MeV entsprechen 1014 Neutronen·s−1·cm−2 etwa 2,2 MW/m². Dies ist die in einem Entwurf für das Blanket des DEMO-Reaktors vorgesehene Neutronen-Wandbelastung. Das Blanket soll dabei eine Lebensdauer von 20.000 Betriebsstunden, also etwa 2,3 Jahren erreichen. Der so angesammelte Versetzungsschaden – der hauptsächlich Versprödung bewirkt – beträgt in Stahl etwa 50 dpa (displacements per atom). Zusätzlich wird das Material durch Schwellung geschädigt, weil (n,p)- und (n,α)-Kernreaktionen im Metallgefüge Gase, Wasserstoff bzw. Helium, erzeugen. Helium im Metall ist auch der Schweißbarkeit abträglich. Damit Teile und Rohrverbindungen aus Stahl nach Auswechselungen wieder zusammengeschweißt werden können, ist eine Heliumkonzentration unterhalb 1 appm („atom parts per million“, also ein He-Atom pro 1 Million Metallatome) gefordert worden.
Zudem werden in den Materialien radioaktive Nuklide durch Aktivierung gebildet. Um möglichst kleine Mengen davon zu erzeugen, die zudem möglichst geringe Halbwertszeiten aufweisen sollten, können nur Materialien aus bestimmten Elementen verwendet werden. In den heute gängigen Strukturmaterialien wie austenitischen Chrom-Nickel-Edelstählen entstehen durch Neutronenaktivierung große Mengen des relativ langlebigen und stark gammastrahlenden 60Co. Das Strukturmaterial von ITER ist zwar noch ein solcher austenitischer Chrom-Nickel-Stahl; für zukünftige Kraftwerksreaktoren sind derartige Stähle jedoch nicht brauchbar.
Die Hauptvorgaben für die Werkstoffentwicklung sind niedrig aktivierbare Werkstoffe, die genügend Beständigkeit unter Neutronenbestrahlung aufweisen und alle Anforderungen an ihre jeweilige spezielle Aufgabe erfüllen müssen, wie Stabilität, Amagnetismus oder Vakuumdichtigkeit. Bisher wird auch davon ausgegangen, dass die innerste Hülle periodisch ausgewechselt werden muss, da kein Material den hohen Neutronenfluss eines kommerziellen Reaktors über Jahre aushalten wird. Wegen der Strahlung der aktivierten Teile müssten Reparaturen und Wartungsarbeiten nach Inbetriebnahme ferngesteuert ausgeführt werden. Es soll sichergestellt werden, dass der größte Teil der aktivierten Anlagenteile nach Ende der Nutzungsdauer für lediglich etwa 100 Jahre kontrolliert gelagert werden muss, bis ein Recycling möglich ist; der kleinere Teil muss ungefähr 500 Jahre gelagert werden. Eine Endlagerung wäre somit nicht nötig. Die Entwicklungsarbeit konzentriert sich auf nickelfreie, ferritisch-martensitische Stähle, aber auch Legierungen auf Vanadiumbasis und das keramische Siliziumcarbid (SiC) werden untersucht. Mit ASDEX Upgrade wurde festgestellt, dass sich für die dem Plasma zugewandten Frontflächen der Blanketmodule und für Divertorplatten auch Wolfram eignet. Für Bestrahlungsversuche an diesen Materialien soll, etwa zeitgleich mit ITER, die hochintensive und hochenergetische Neutronenquelle IFMIF betrieben werden.

### Aktivierungsberechnungen
Eine räumlich detaillierte Berechnung der Aktivierung in einem DEMO-Reaktor wurde 2002 vom Forschungszentrum Karlsruhe vorgestellt. Für den Reaktor wurden 2200 MW Fusionsleistung angenommen. Sein Blanket besteht aus 77 t Lithiumorthosilikat Li4SiO4 (auf 40 % Lithium-6 angereichert) als Brutstoff, 306 t metallischem Beryllium als Neutronenvermehrer und 1150 t des in Entwicklung befindlichen Eurofer-Stahls (Hauptbestandteile 89 % Eisen, 9 % Chrom und 1,1 % Wolfram) als Strukturmaterial. Bei allen Materialien wurde nicht nur die nominelle, ideale Zusammensetzung berücksichtigt, sondern auch die typischen natürlichen Verunreinigungen, darunter zum Beispiel ein Anteil von 0,01 % Uran im Beryllium. Berechnet wurde die Aktivität am Ende eines ununterbrochenen Volllastbetriebs von 20.000 Stunden; das ist die für die DEMO-Blanketteile geforderte Lebensdauer bis zum Austausch. Als bestimmende Größe für den späteren Umgang mit den aktivierten Teilen wurde die Gammastrahlungs-Dosisleistung an der Materialoberfläche eines massiven Bauteils betrachtet. Es wurde angenommen, dass eine Wiederverarbeitung zu neuen Reaktorteilen bei weniger als 10 mSv/h mit ferngesteuerter Technik und bei weniger als 10 {\displaystyle \mu }Sv/h mit direkter Handhabung möglich ist. Es ergibt sich, dass alle Materialien – Lithiumsilikat, Beryllium und Stahl – nach 50 bis 100 Jahren Abklingzeit ferngesteuert wieder verarbeitet werden können. Bis zum Abklingen auf direkte Handhabbarkeit vergehen beim Stahl, abhängig von dessen genauer Zusammensetzung, Zeiten bis zu 500 Jahren.
2006 wurde die Gesamtmenge des während einer 30-jährigen Lebenszeit einer Anlage anfallenden radioaktiven Materials je nach Bauart mit insgesamt zwischen 65.000 und 95.000 Tonnen abgeschätzt. Trotz dieser größeren Masse wäre deren Aktivität in Becquerel mit den Rückbauprodukten eines entsprechenden Spaltreaktors vergleichbar; die Umwelteigenschaften wären aber deutlich günstiger. Anders als bei Kernspaltungskraftwerken blieben weder große Mengen Spaltprodukte während der Stromproduktion übrig noch Erzreste, die radioaktives Radon produzieren.

## Stand der Forschung
In über 55 Jahren Fusionsforschung seit den Ergebnissen mit dem ersten russischen Tokamak T3 von 1968 konnte man jede der drei entscheidenden Größen – Temperatur {\displaystyle T}, Teilchendichte {\displaystyle n_{\rm {e}}} und Energieeinschlusszeit {\displaystyle \tau _{E}} – erheblich vergrößern und hat das Tripelprodukt {\displaystyle n_{\rm {e}}\cdot T\cdot \tau _{E}} bereits um den Faktor von etwa 10.000 verbessert; es ist noch etwa um den Faktor sieben von der Zündung entfernt, für die das Tripelprodukt ungefähr einen Wert von 1021 keV s/m³ haben muss. In kleineren Tokamak-Anlagen konnten die erreichten Temperaturen von 3 Mio. Kelvin bereits auf über 100 Mio. Kelvin gesteigert werden.
Hauptziel der aktuellen Forschung an den beiden magnetischen Einschlussverfahren ist es, Plasmabedingungen zu finden, die die Energieeinschlusszeit {\displaystyle \tau _{E}} wesentlich verlängern. In den vielen bisherigen Experimenten erwies sich die gemessene Energieeinschlusszeit als viel kürzer als theoretisch erwartet. Ende April 2016 berichtet das Max-Planck-Institut für Plasmaphysik, dass Experimente am ASDEX Upgrade bezüglich der Einschlusszeit erfolgreich verlaufen sind und der Dauerbetrieb eines Tokamak technisch machbar ist. Damit seien auch die „Bedingungen für ITER und DEMO nahezu erfüllt“.
Der 2015 fertiggestellte Stellarator Wendelstein 7-X arbeitet zunächst nur mit Wasserstoff, später soll auch Deuterium eingesetzt werden. Mit ihm soll der kontinuierliche dauerhafte Plasma-Einschluss ohne Stromfluss im Plasma – der Hauptvorteil gegenüber Tokamaks – demonstriert werden. Damit wäre gezeigt, dass sich auch das Stellaratorkonzept grundsätzlich als Fusionskraftwerk eignet.
Die bisherigen Anlagen sind für eine Zündung des Plasmas noch zu klein, sodass das Plasma zu stark auskühlt. Es ist eine bestimmte Mindestgröße des Plasmas nötig, um im Zentrum 10 bis 15 keV (110 bis 170 Mio. Kelvin) zu erreichen, weil bei gegebener Größe das Plasma nur eine bestimmte maximale Gesamtenergie besitzen kann. Eine positive Energiebilanz wurde erstmals 2022 in der National Ignition Facility (USA) erzielt. Das LLNL verzeichnete die Erzeugung von ca. 3 MJ Fusionsenergie nach dem Einsatz von ca. 2 MJ Laserenergie. Der zukünftige internationale Fusionsreaktor ITER, der seit 2007 im südfranzösischen Forschungszentrum Cadarache errichtet wird, soll etwa zehnmal so viel Fusionsleistung liefern, wie zur Heizung des Plasmas aufgebracht werden muss. Forscher des ASDEX Upgrade veröffentlichten 2023 Testergebnisse zu einer kompakteren Divertor-Anordnung. Dieses neue Konzept bringt mehr Plasma bzw. Energie pro Volumeneinheit unter und hat weitere Vorteile, welche die Kosten einer Tokamak-Anlage verringern könnten.

## Alternative Konzepte

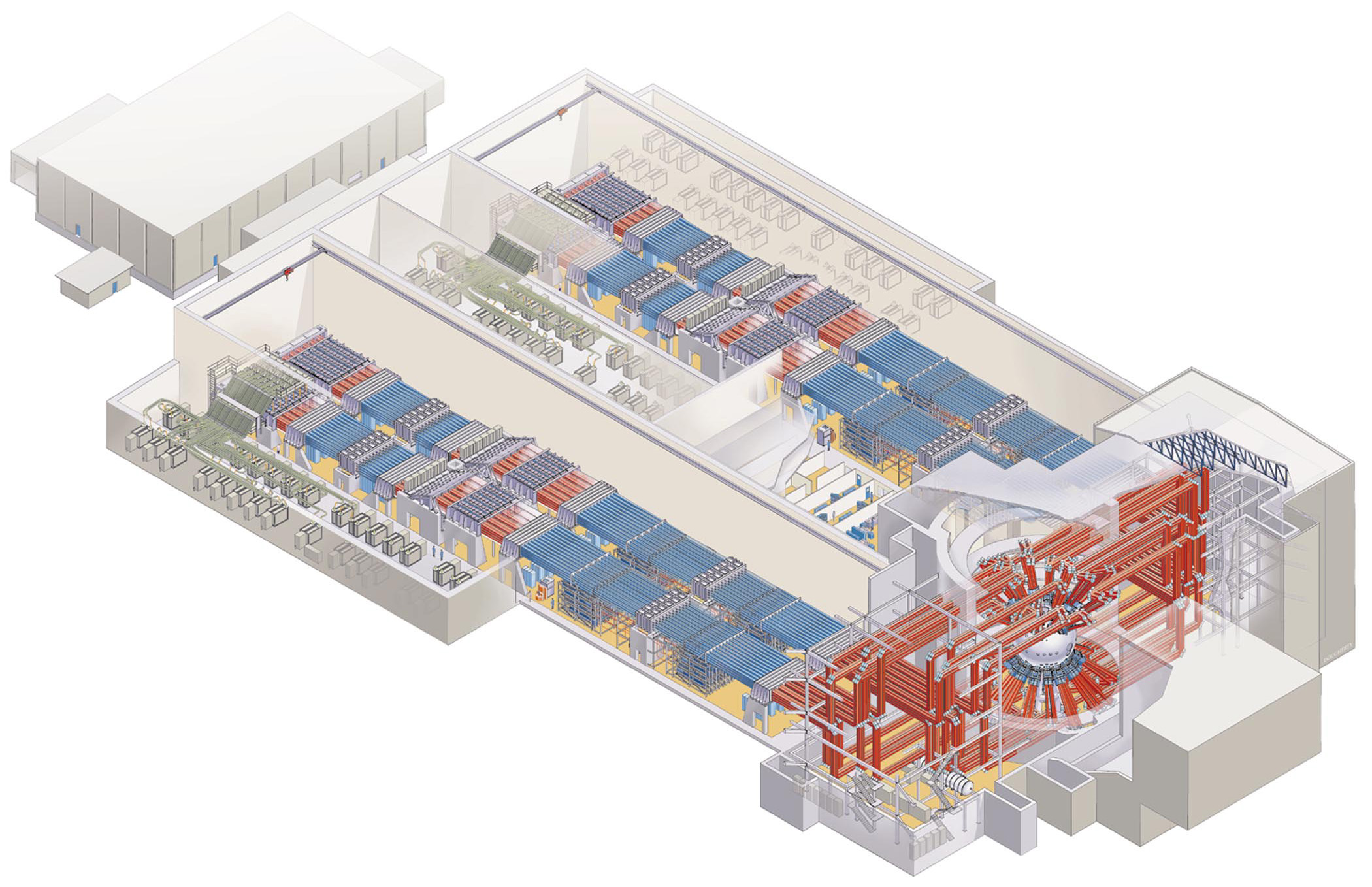
National Ignition Facility (USA) zur Erforschung der Trägheitsfusion mittels Lasern

Neben Fusion von Deuterium und Tritium in Tokamaks und Stellaratoren wurden weitere Konzepte vorgeschlagen, um mittels Kernfusion in großtechnischem Maßstab Energie zu gewinnen.
- Andere Brennstoffkombinationen als Deuterium-Tritium sind im Prinzip physikalisch möglich (z. B. Deuterium-Deuterium, Deuterium-Helium3). Sie hätten den Vorteil leichterer Beschaffbarkeit oder geringerer Strahlenbelastung. Für einen erfolgreichen Betrieb sind mit ihnen allerdings eine erheblich höhere Temperatur und/oder höhere Dichte erforderlich.
- Das Konzept des Trägheitseinschlusses befindet sich im Stadium der Grundlagenforschung. 2022 berichtet das LLNL über die Erzeugung von 3,15 MJ Fusionsenergie aus 2,05 MJ Laserenergie, die das Target erreichte. Zur Erzeugung der Laserenergie wurden 300 MJ an elektrischer Energie benötigt[36].
- Die kalte Fusion ist nach Ansicht der meisten Wissenschaftler keine mögliche Alternative. Die in diesem Zusammenhang behaupteten physikalischen Prozesse der Energiefreisetzung widersprechen dem aktuellen Stand der Physik.

## Stromgestehungskosten und Wirtschaftlichkeit
Eine Bewertung der Wirtschaftlichkeit von Fusionsreaktoren im Vergleich zu konkurrierenden Technologien ist, wie die Nennung von Stromgestehungskosten, höchst spekulativ:
Einige Studien gehen davon aus, dass „die Stromgestehungskosten aus heutiger Sicht eher höher als bei konkurrierenden Technologien liegen werden“, während andere zu dem Schluss kommen, dass die Kosten von Strom aus Fusionsenergie vergleichbar sein könnten zu denen aus erneuerbaren Energiequellen. Als gesichert gilt, dass die Investitionen die Stromgestehungskosten dominieren werden. Die Betriebskosten spielen eine untergeordnete Rolle. Bei Fusionskraftwerken wird es sich um sehr kapitalintensive Großprojekte zur zentralen Stromversorgung in der Grundlast handeln.
Erst nach der Demonstration der technischen Machbarkeit (Proof of Concept), beispielsweise mit dem Versuchsreaktor ITER, kann mit Nachfolgereaktoren (im Beispiel mit DEMO) eine Abschätzung der Kosten kommerzieller Kernfusionskraftwerke erfolgen. Für jede Ausführungsform eines Fusionsreaktors ist der Nachweis der Wirtschaftlichkeit der entscheidende Erfolgsfaktor, da dies die Grundvoraussetzung für eine breite Anwendung ist. Die Wirtschaftlichkeit wird dabei im Wesentlichen von den Stromgestehungskosten bestimmt. Kritiker der Kernfusion merken hierbei an, „dass selbst technisch ausgereifte konventionelle Atomkraftwerke heute kaum noch mit der immer billiger werdenden Stromerzeugung aus Wind und Sonne konkurrieren können“. Auch die Speicherung von Strom werde zunehmend billiger. Es stelle sich daher die Frage, „wie Strom aus Großkraftwerken mit Kosten im zweistelligen Milliardenbereich in fünfzig Jahren günstiger sein soll als solcher aus erneuerbaren Quellen“.

## Liste der Versuchsanlagen
In der folgenden Tabelle sind die wichtigsten Anlagen aufgeführt.
|                                     | beendete Experimente                                                                                         | Anlagen in Betrieb                                                                                      | Anlagen im Bau                                                         |
| ----------------------------------- | --- | --- | ---------------------------------------------------------------------- |
| Tokamaks                            | Tokamak Fusion Test Reactor (TFTR) Princeton University, USA (1983–97)                                       | Joint European Torus (JET) Culham, England                                                              | ITER Cadarache, Frankreich                                             |
| Tokamaks                            | | National Spherical Torus Experiment (NSTX-U) Princeton Plasma Physics Laboratory (PPPL), USA            | SPARC Commonwealth Fusion Systems (CFS), Cambridge, Massachusetts, USA |
| Tokamaks                            | ASDEX Upgrade Max-Planck-Institut für Plasmaphysik, Garching bei München                                     | |                                                                        |
| Tokamaks                            | TEXTOR Institut für Plasmaphysik des Forschungszentrums Jülich (1983–2013)                                   | DIII-D General Atomics                                                                                  |                                                                        |
| Tokamaks                            | Experimental Advanced Superconducting Tokamak (EAST) Hefei, China                                            | |                                                                        |
| Tokamaks                            | JT-60SA Naka, Japan                                                                                          | |                                                                        |
| Tokamaks                            | Tokamak à configuration variable (TCV) Eidgenössischen Technischen Hochschule Lausanne, Schweiz              | |                                                                        |
| Tokamaks                            | Tore Supra/WEST Cadarache, Frankreich                                                                        | |                                                                        |
| Tokamaks                            | KSTAR Daejeon, Südkorea                                                                                      | |                                                                        |
| Tokamaks                            | HL-2M Sichuan, China                                                                                         | |                                                                        |
| Tokamaks                            | Pegasus III University of Wisconsin-Madison, Madison, WI, USA                                                | |                                                                        |
| Tokamaks                            | ADITYA Institute for Plasma Research, Gandhinagar, India                                                     | |                                                                        |
| Stella- ratoren                     | Wendelstein 7-AS Garching bei München (1988–2002)                                                            | Wendelstein 7-X Greifswald                                                                              |                                                                        |
| Stella- ratoren                     | National Compact Stellarator Experiment (NCSX) Princeton University, USA (2003–08, Bau nicht fertiggestellt) | Columbia Non-Neutral Torus Columbia University, New York, USA                                           |                                                                        |
| Stella- ratoren                     | Large Helical Device (LHD) Toki (Gifu), Japan                                                                | |                                                                        |
| Stella- ratoren                     | Helically Symmetric eXperiment (HSX) University of Wisconsin-Madison, Madison, WI, USA                       | |                                                                        |
| Stella- ratoren                     | H-1NF Canberra, Australien                                                                                   | |                                                                        |
| Stella- ratoren                     | TJ-II CIEMAT, Madrid, Spanien                                                                                | |                                                                        |
|                                     | | | Chinese First Quasi-Axisymmetric Stellarator (CFQS) Chengdu, China     |
| Trägheits- einschluss (Laserfusion) | | National Ignition Facility (NIF) Lawrence Livermore National Laboratory in Livermore (Kalifornien), USA |                                                                        |
| Trägheits- einschluss (Laserfusion) | OMEGA-Laser, Rochester, USA                                                                                  | |                                                                        |
| Trägheits- einschluss (Laserfusion) | GEKKO-Laser, Osaka, Japan                                                                                    | |                                                                        |
| Trägheits- einschluss (Laserfusion) | Laser Mégajoule Le Barp, Südwestfrankreich                                                                   | |                                                                        |
| sonstige                            | | Z-Maschine                                                                                              |                                                                        |
| sonstige                            | Polywell | |                                                                        |
| sonstige                            | Dichter Plasma-Fokus                                                                                         | |                                                                        |

## Forschung und Institute

### China
- Experimental Advanced Superconducting Tokamak (EAST)

### Deutschland
- Max-Planck-Institut für Plasmaphysik (IPP)
- FZ Jülich: Institut für Energie- und Klimaforschung (IEK): Plasmaphysik (IEK-4)

### Europa
- European Fusion Development Agreement (EFDA) (1999–2013)

### Großbritannien
- Culham Centre for Fusion Energy (CCFE) (siehe auch UKAEA)

### Japan
- JT-60SA

### Südkorea
- Korea Superconducting Tokamak Advanced Research (KSTAR)

### USA
- Lawrence Livermore National Laboratory (LLNL)
- Los Alamos National Laboratory (LANL)
- Princeton Plasma Physics Laboratory

### Berichte
- BMBF: Positionspapier Fusionsforschung: Auf dem Weg zur Energieversorgung von morgen. Bundesministerium für Bildung und Forschung (BMBF), 2023 (bmbf.de).
- Grünwald, R.: Auf dem Weg zu einem möglichen Kernfusionskraftwerk. Wissenslücken und Forschungsbedarfe aus Sicht der Technikfolgenabschätzung. Büro für Technikfolgen-Abschätzung beim Deutschen Bundestag (TAB), Dezember 2024, doi:10.5445/IR/1000177720.

### Fachartikel
- Hans-Stephan Bosch, Alexander Bradshaw: Energie: Kernfusion als Energiequelle der Zukunft: Der International Thermonuclear Experimental Reactor ITER ist der nächste Schritt auf dem Weg zum Fusionskraftwerk. In: Physik Journal. Band 57, Nr. 11, November 2001, S. 55–60, doi:10.1002/phbl.20010571118.
- Martin Greenwald: Status of the SPARC physics basis. In: Journal of Plasma Physics. Band 86, Nr. 5, Oktober 2020, S. 861860501, doi:10.1017/S0022377820001063 (englisch).

### Fachbücher
- A A Harms, D R Kingdon, K F Schoepf, G H Miley: Principles of Fusion Energy: An Introduction to Fusion Energy for Students of Science and Engineering. World Scientific, 2000, ISBN 978-981-02-4335-7, doi:10.1142/4447 (englisch).
- Uwe Schumacher, Hans Herold: Nuclear Technology, 4. Nuclear Fusion. In: Wiley-VCH Verlag GmbH & Co. KGaA (Hrsg.): Ullmann’s Encyclopedia of Industrial Chemistry. Wiley-VCH Verlag GmbH & Co. KGaA, Weinheim, Germany 2011, ISBN 978-3-527-30673-2, doi:10.1002/14356007.o17_o07 (englisch).
- Garry McCracken, Peter Stott: Fusion: The Energy of the Universe. 2. Auflage. Academic Press, Waltham, MA ; Oxford, UK 2013, ISBN 978-0-12-384656-3 (englisch).

### Ältere Dokumente und Beiträge
- Ulrich Samm: Fusion, eine Zukunftsperspektive ? FZ Jülich, Institut für Plasmaphysik 2003 (fz-juelich.de [PDF] archiviert).
- Kernfusion – Berichte aus der Forschung. MPI IPP, 2003 (mpg.de [PDF]).
- Alexander M. Bradshaw, Reinhard Maschuw, Gerd Eisenbeiß: Kernfusion. Max-Planck-Institut für Plasmaphysik, Forschungszentrum Karlsruhe, Forschungszentrum Jülich, 2006 (kit.edu [PDF]).

## Dokumentationen
- Der Traum von der Kernfusion aus der Fernseh-Sendereihe Hitec, 23. März 2009.
- Brauchen wir die Kernfusion? aus der Fernseh-Sendereihe alpha-Centauri (ca. 15 Minuten). Erstmals ausgestrahlt am 2. Feb. 2003.
- Thomas Klinger: Was leistet die Kernfusion und wie sicher ist sie? Interviewerin: Susanne Päch. hyperraum.tv 2012.
- Hoffnung Kernfusion - Der Traum von unendlich viel sauberer Energie. TV-Dokumentation in HD, Deutschland 2023 für ZDF und 3sat.
- Versprechen Kernfusion? Der Wettlauf um die Energie der Zukunft. Originaltitel: Fusion nucléaire - Les Promesses d'une énergie. TV-Dokumentation in HD, D / F / USA 2023, deutsche Synchronfassung: D 2023 für HR / arte. (permanent abrufbar auf: youtube.com).